# Amato (folyó)
Az Amato egy olaszországi folyó. A Calabriai-Appenninekben ered a Colle Santa Maria (1006 m) lejtőin, átszeli a Santa Eufemia-síkságot (melyet hordalékából épített fel) és a Santa Eufemia-öbölbe torkollik Lamezia Terme község területén. Mellékfolyói a Cottola, Pesive, Cancello és Sant'Ippolito.